# Cherré (Sarthe)
Cherré korábbi község Franciaország Loire mente régiójában, Sarthemegyében. 2019. január 1-jén Cherreau korábbi községgel egyesült és az így létrejött Cherré-Au új község része lett.
Lakosainak száma 1770 fő (2018. január 1.). Cherré Saint-Maixent, Villaines-la-Gonais, Saint-Martin-des-Monts, La Ferté-Bernard, Cherreau és Cormes községekkel határos.

## Népesség
A település népességének változása:
| Lakosok száma | 1718 | 1731 | 1802 | 1757 | 1770 |
|               | 2013 | 2015 | 2016 | 2017 | 2018 |